# Спасоје Стејић Баћо
Спасоје Стејић Баћо (Ада, 1892 — Тјентиште, јун 1943) био је молерски радник, учесник неуспелог атентата на краља Александра Карађорђевића и учесник бега робијаша-комуниста из Сремскомитровачког затвора августа 1941. године.

## Биографија
Рођен је 1892. године у Ади у Војводини.
Као младић се пријавио добровољно у војску, 1914. године. Учествујући, са јединицама српске војске у борбама у Добруџи тешко рањен. Потом прешао у Русију, где је укључен у Југословенски добровољачки корпус. Са неколицином бораца иступио из корпуса и прикључио се бољшевицима. Током 1918. године боравио је у Самари, где је радио као илегални партијски радник са Урошем Чонкићем и другима.
Средином 1918. године, у Москви је од југословенских ветерана руске револуције организована Југословенска комунистичка група при Руској комунистичкој партији (бољшевика). 5. новембра исте године, унутар Југословенске групе формиран је иницијативни комитет за организовање илегалне револуционарне партије у Југославији. У Комитет су ушли: Лазар Вукичевић, Лазар Манојловић, Фрањо Дробни, Сава Лазић, З. Петолд, Никола Груловић и Спасоје Стејић. Већина чланова Комитета била је са подручја Војводине. Децембра 1918. године упућен је у Југославију на партијски рад.
По повратку револуционара у Краљевину, 27. фебруара 1919. одржана је седница Комитета у Новом Саду, на којој је одлучено да се сазове илегални конгрес на Фрушкој гори. На брду Стражилову одржан је 9. марта оснивачки конгрес Југославенског комунистичког револуционарног савеза Пелагићеваца. На конгресу је учествовало 48 делегата, не само повратници руске револуције, него и социјалдемократи из земље.
Одмах по оснивању илегалне организације започиње прикупљање оружја за револуцију и рађа се идеја о политичким атентатима који би могли убрзати њено избијање. Стејић се пресељава у кућу Лајоша Чакија, која постаје место тајних састанака и место где се крије прикупљено оружје.
После оснивања Комунистичке партије Југославије, априла 1919. године, постао је њен члан. Након доношења Обзнане, децембра 1920. године, одлучио се за индивидуални терор. Са скела недовршене зграде Министарства грађевина, на углу Милошеве и Масарикове улице, где је радио као молер, 28. јуна 1921. године, бацио бомбу на кочије у којима се налазио регент Александар, који се враћао из зграде Народне скупштине, са проглашења „Видовданског устава“. Бомба је при паду запела за телефонске жице и експлодирала не погодивши циљ.
На „Видовданском процесу“, 23. фебруара 1922. године, осуђен је на смрт. Касније му је казна преиначена на 20 година робије, коју је издржавао у Сремскомитровачком затвору. У току процеса, као и на робији, био жртва полицијске тортуре.
Након 19 година робије, Стејић је био учесник спектакуларног бега из Сремскомитровачког затвора, изведеног 22. августа 1941. године, на самом почетку устанка. Заједно са 32 робијаша-комуниста побегао је из сремскомитровачког затвора, након чега су се придружили партизанима на Фрушкој гори. Након оснивања Фрушкогорског партизанског одреда, стари Спасоје је радио као економ.
Средином септембра 1941. године, по одлуци Централног комитета Комунистичке партије Југославије, са Фрушке горе (тада НДХ) прешло је у Србију 25 ослобођених робијаша. Они су прво прешли у Мачву, где им је Мачвански партизански одред приредио свечан дочек. Дана 21. септембра у селу Петковици испод Цера женски хор је свечано дочекао "драге робијаше" који су побегли из Сремскомитровачког затвора.
Стари Спасоје је стигао у ослобођено Ужице у Врховни штаб. Постављен је за економа у интендантури ВШ. Након пада Ужичке Републике крајем новембра 1941, Слободан Пенезић, Вукола Дабић и Спасоје Стејић су последњи напустили град. Када су полазили, Стејић је приметио да застава није скинута. Наредио је да се заустави камион, затим се попео на кров зграде по заставу.
Погинуо је јуна 1943. године током борби на Сутјесци. Убила га је авионска бомба на брду Озрен поврх Тјентишта 9. јуна 1943. године.
Једна улица у Бечеју је названа по њему.